# 박원빈 (배우)
박원빈(1980년 10월 29일 ~ )은 대한민국의 배우이다.

## 학력
- 상명대학교 연극학과 학사 졸업

## 출연작

### 영화
- 《챔피언》 (2018년) - 부산 사회자 역
- 《더 폰》 (2015년) - 형사 1 역
- 《마이너클럽》 (2014년) - 조커 역
- 《위층 여자》 (2014년) - 도환 역
- 《간기남》 (2012년) - OK모텔 직원 역
- 《걸프렌즈》 (2009년) - 클럽남 역
- 《핸드폰》 (2009년) - 기획사 직원 1 역
- 《고고70》 (2008년) - 고고족 역
- 《비스티 보이즈》 (2008년) - 선수 10 역

### 드라마
- 《여자의 비밀》 (2016년, KBS2) 의사 역
- 《뱀파이어 탐정》 (2016년, OCN) 박준영 역
- 《유일랍미》 (2015년, 드라마 H & TRENDY) - 김승구 역
- 《성장드라마 반올림 시즌 2》 (2005년, KBS2) 대학생 역